# Stilton
Stilton – typ pleśniowego sera angielskiego. Produkowany jest w dwóch odmianach: niebieskiej i białej. Jest wytwarzany głównie w hrabstwach Derbyshire, Leicestershire i Nottinghamshire. Nazwa pochodzi z miejscowości Stilton w hrabstwie Cambridgeshire. Stilton jest gatunkiem chronionym przez prawo Unii Europejskiej; nazwa jest zastrzeżona tylko dla gatunków wytwarzanych według ściśle określonej receptury w wyżej wymienionych hrabstwach Anglii. Wyróżnia się dwie podstawowe odmiany – niebieską Blue Stilton oraz białą, a także odmiany wzbogacane dodatkami smakowymi.

## Blue Stilton
Ma barwę od biało-kremowej do bursztynowej, poprzecinany siateczką niebieskich żyłek. Ma twardą, chropowatą, pomarszczoną skórkę, uformowaną na skutek działania różnych rodzajów pleśni, pokrytą drobnymi otworami po nakłuwaniu sera igłami, po to, aby powietrze wniknęło do wnętrza sera oraz charakterystyczny zapach, przypominający gruszki. Smak powinien być ostry z wyczuwalnym aromatem ziół i niebieskiej pleśni. Zbyt młody Stilon może być gorzki. Podaje się go jako zakąskę na kanapkach lub tartinkach koktajlowych albo po posiłku – na desce do serów.

## Historia
Ser znany jest co najmniej od lat trzydziestych XVIII wieku. Jego legendarnym odkrywcą był Cooper Thornhill, który odkrył ser podczas odwiedzin w jednym z pubów we wsi Hungarton. Natychmiast kupił prawa do wytwarzania tego sera i serwował go w swojej gospodzie. Jako że wieś Stilton leżała na trasie dyliżansów dalekobieżnych, ser został doceniony w całej Anglii. Pierwszą recepturę sera opublikowana została w r. 1723 przez Richarda Bradleya. W r. 1939 Stowarzyszenie Serowarskie uformowało lobby chroniące pochodzenie i jakość sera. W roku 1996 stilton uzyskał nadany przez komisję europejską status Protected Designation of origin – ochrony miejsca pochodzenia. Ser stilton był serwowany tuż przed zatonięciem Titanica, tak więc dla wielu osób był on ostatnim posiłkiem w życiu.

## Produkcja

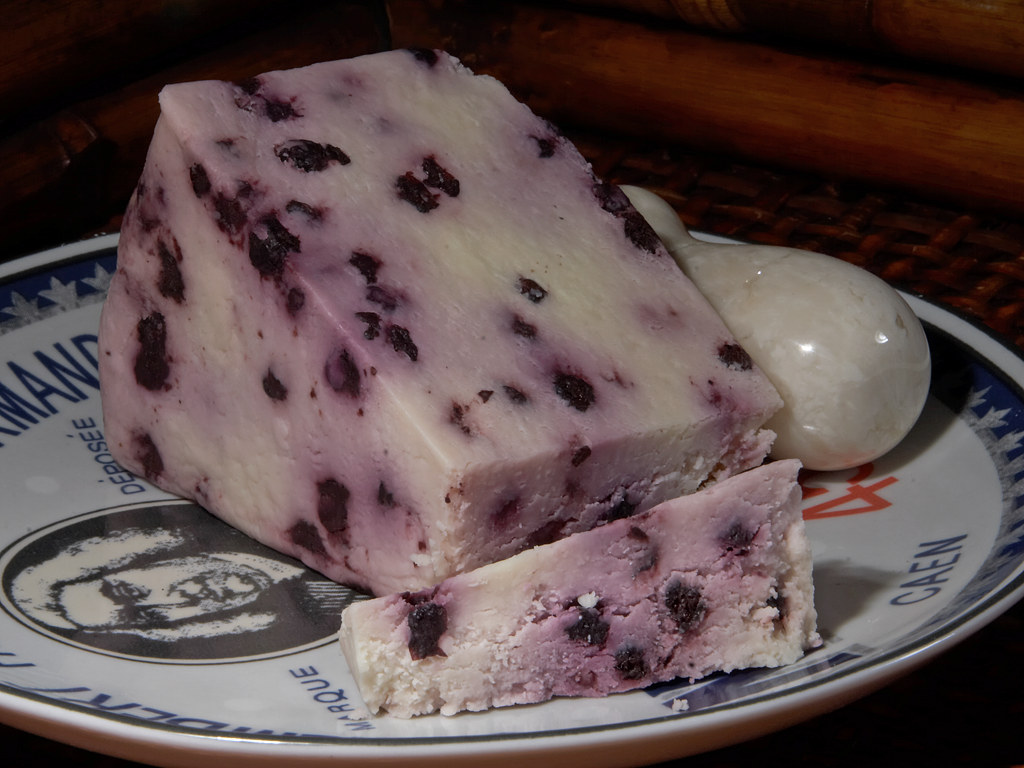
Biały Stilton z borówkami

Prawo do dostarczania mleka do wyrobu sera ma tylko sześć licencjonowanych mleczarni na świecie. Z 78 litrów mleka uzyskuje się 8 kilogramów sera stilton. Rocznie wytwarza się milion gomółek sera, 10% produkcji przeznaczonej jest na eksport do 40 krajów świata. Ser składa się w 38% z wody, 35% z tłuszczu, 23,7% z białka.
Jest serem słonym. Charakterystyczne dla niego niebieskie żyły pleśni uzyskuje się przekłuwając powłokę nierdzewnymi igłami, aby wprowadzić powietrze. Proces produkcji i dojrzewania trwa ok. 9 tygodni.

## Cechy charakterystyczne
Aby Stilton był uznany za gatunkowy, muszą być spełnione następujące warunki:
- surowcem może być wyłącznie pasteryzowane mleko z jednego z trzech określonych hrabstw
- kształt cylindryczny
- być w naturalnej skorupie
- nie może być wyciskany
- mieć delikatne niebieskie żyłki wychodzące promieniście ze środka
- mieć odpowiedni profil smakowy.